# 雅克-亨利·贝尔纳丹·德·圣皮埃尔
雅克-亨利·贝尔纳丹·德·圣皮埃尔（法語：Jacques-Henri Bernardin de Saint-Pierre，發音：[ʒak ɑ̃ʁi bɛʁnaʁdɛ̃ də sɛ̃ pjɛʁ]；1737年1月19日—1814年1月21日），法国作家，植物学家。他在1788年发表了短篇小说《保罗和维尔吉尼》（Paul et Virginie）。这本书尽管在今天已经鲜为人知，但在19世纪曾是著名的儿童读物。